# Виктор Генев
Виктор Генев (роден на 27 октомври 1988 г. в София) е български футболист, защитник.

## Кариера
Генев е юноша на Левски (София). Дебютира в мъжкия футбол с екипа на Левски на 19 март 2008 г. срещу Локомотив (Пловдив) в мач за първенствотo.

## Успехи
Левски (София)
- А група: 2008/2009
- Суперкупа на България: 2007, 2009

Ботев (Пловдив)
- Купа на България: 2016/17
- Суперкупа на България: 2017